# Slackware
Slackware var en af de første Linuxdistributioner, og er den ældste, som der stadig bliver udviklet på. Den blev skabt af Patrick Volkerding fra Slackware Linux, Inc. Slackware-projektet har en politik der medfører at der kun inkluderes stabile og gennemtestede programpakker i distributionen. Dette sker for at leve op til Slackwares målsætning om at sætte stabilitet og sikkerhed i højsædet .

## Versioner
- 1.0 – 16. juli 1993
- 2.0 – 2. juli 1994
- 3.0 – 20. november 1995
- 3.1 – 3. juni 1996
- 3.2 – 17. februar 1997
- 3.3 – 11. juni 1997
- 3.4 – 14. oktober 1997
- 3.5 – 9. juni 1998
- 3.6 – 28. oktober 1998
- 3.9/4.0 – 17. maj 1999
- 7.0 – 25. oktober 1999
- 7.1 – 22. juni 2000
- 8.0 – 1. juli 2001
- 8.1 – 18. juni 2002
- 9.0 – 19. marts 2003
- 9.1 – 26. september 2003
- 10.0 – 23. juni 2004
- 10.1 – 2. februar 2005
- 10.2 – 14. september 2005
- 11.0 – 2. oktober 2006
- 12.0 – 5. juli 2007
- 12.1 – 2. maj 2008
- 12.2 – 11. december 2008
- 13.0 – 28. august 2009
- 13.1 - 24. Maj 2010
- 13.37 - 27. April 2011
- 14.0 - 29. September 2012
- 14.1 - 4. November 2013
- 14.2 - 30. Juni 2016
- 15.0 - 2. februar 2022

### Slackware distributionen
- Slackware (official website)
  - ZipSlack
- Slackware på DistroWatch